# Sidi Ettiji
Sidi Ettiji (franska: Sidi Ettiji (CR), Sidi Ettiji (Commune Rurale), arabiska: سيدي عيسى) är en kommun i Marocko.   Den ligger i provinsen Safi och regionen Marrakech-Safi, i den norra delen av landet, 280 km sydväst om huvudstaden Rabat. Antalet invånare är 15 686.